# Municipio de Tunbridge
El municipio de Tunbridge (en inglés: Tunbridge Township) es un municipio ubicado en el condado de DeWitt en el estado estadounidense de Illinois. En el año 2010 tenía una población de 760 habitantes y una densidad poblacional de 7,84 personas por km².

## Geografía
Según la Oficina del Censo de los Estados Unidos, el municipio tiene una superficie total de 96.94 km², de la cual 96,88 km² corresponden a tierra firme y (0,06 %) 0,06 km² es agua.

## Demografía
Según el censo de 2010, había 760 personas residiendo en el municipio de Tunbridge. La densidad de población era de 7,84 hab./km². De los 760 habitantes, el municipio de Tunbridge estaba compuesto por el 98,16 % blancos, el 0,39 % eran amerindios, el 0,26 % eran asiáticos, el 0,39 % eran de otras razas y el 0,79 % eran de una mezcla de razas. Del total de la población el 0,66 % eran hispanos o latinos de cualquier raza.